# Almodóvar del Río
Almodóvar del Río è un comune spagnolo di 7 016 abitanti situato nella comunità autonoma dell'Andalusia.

## Geografia fisica
È attraversato dal Guadalquivir, in cui confluisce il Guadiato nel territorio comunale.

## Luoghi di interesse

### Castello di Almodóvar del Río
La principale architettura di Almodóvar del Río è l'imponente castello (castillo de Almodóvar del Río) nelle immediate vicinanze. Di origine araba ed eretto nel 760 d.C., venne fatto restaurare tra il 1902 e il 1936 per volere del suo proprietario Raphael Desmaissiers, dodicesimo conte di Torravala; i lavori vennero diretti dall'architetto Adolfo Fernández Casanova.
Il castello è stato utilizzato nella serie TV Il trono di Spade per rappresentare le mura di Alto Giardino della Casa Tyrell.